# Wychwood
Wychwood var en civil parish från 1858 till 1949 då den blev en del av Cornbury and Wychwood och Leafield, i grevskapet Oxfordshire, i England. Civil parish var belägen 7 km från Witney och hade 253 invånare år 1931. Byar nämndes i Domedagsboken (Domesday Book) år 1086, och kallades då Huchewode.